# Paul Schoeffler
Paul Schoeffler, född 21 november 1958, är en kanadensisk röstskådespelare och skådespelare. Han är nog mest känd för att ha gjort röster åt några karaktärer i Kurage, den hariga hunden. Han var också gäst i Midnight Caller och I lagens namn.